# 渡し守と武士
『渡し守と武士』（わたしもりとぶし）は、1924年（大正13年）製作・公開、池田富保監督による日本の長編劇映画、サイレント映画時代の剣戟映画である。俳優出身の池田富保自らのオリジナル脚本による監督デビュー作であり、日活時代劇で初めて「女形」を排し、「女優」を採用した作品である。

## 略歴・概要
関東大震災から4か月後、1923年（大正12年）12月31日に東京・浅草公園六区の三友館で開けた、日活の正月映画、村田実監督の『お光と清三郎』と溝口健二監督の『峠の唄』の二本立て興行 の次、翌年1月7日封切りの正月第二弾として興行すべく製作された作品である。
当時は、旧態依然とした尾上松之助中心主義、女性の役は「女形」が演じる映画に翳りがみえ、池田富保は当時の所長・池永浩久に直訴したのだという。4,000尺のフィルムは無駄にしたと思ってやってみなはれ、と池永に言われ、池田富保は本作に取り組んだ。しかし、撮影技師はなかなか思い通りに動いてくれず、出演した松之助も最後まで怒りがおさまらなかったという。池田は苦労した挙句に、当時の日活の技師は撮影のみならず、編集・現像の技師でもあったが、編集に立ち会ってくれなかったのだという。それだけ日活の旧弊は根深かった。
こうして、「女優」が出演する最初の日活時代劇は、1920年（大正9年）12月31日公開の田中栄三監督作品『朝日さす前』に始まる「女優」が出演する日活現代劇 に遅れること3年にして、ようやく実現した。
映画史家の田中純一郎によれば、本作は、池田が監督した『フラフラ豪傑』（1925年）や『落花の舞』（1925年）、辻吉郎が監督した『新撰組』（1925年）、高橋寿康が監督した『鞍馬天狗』（1925年）とともに、「革新への一里塚」となった作品として挙げられている。その革新とは、かつて「松之助」が演じた紋切型の英雄ではなく、人間としての人格が与えられた英雄像である。
本作の上映用プリントは、現在、東京国立近代美術館フィルムセンターにも、マツダ映画社にも所蔵されていない。現在、鑑賞することの不可能な作品である。

## スタッフ・作品データ
- 監督・原作・脚色 : 池田富保
- 撮影 : 浜田行雄

- 製作 : 日活京都撮影所
- 上映時間（巻数 / メートル） : 66分[6]（6巻 / 1,829メートル）
- フォーマット : 白黒映画 - スタンダードサイズ（1.33:1） - サイレント映画
- 初回興行 : 浅草・常盤座

## キャスト
- 実川延一郎 - 伊予守政盛
- 尾上卯多五郎 - 矢嶋次郎兵衛
- 岩井咲子 - 娘琴江
- 松本静枝 - 乳母お広
- 阪東巴左衛門 - 藤代平太夫
- 片岡松燕 - 伜良之助
- 大谷鬼若 - 若林権七
- 嵐珏松郎 - 猟師伝兵衛
- 尾上多磨之丞 - 勇作の母お北
- 片岡長正 - 勇作の妹お君
- 尾上松之助 - 早見作之進、渡し守勇作（二役）

## 註
1. 1 2 3 4 5 6 7 8  『日本映画発達史 II 無声からトーキーへ』、田中純一郎、中公文庫、1976年1月10日 ISBN 4122002966, p.44-45.
2. ↑  1923年 公開作品一覧 396作品、日本映画データベース、2010年2月19日閲覧。
3. ↑  『日本映画発達史 I 活動写真時代』、田中純一郎、中公文庫、1975年11月25日 ISBN 4122002850, p.359-361.
4. ↑  所蔵映画フィルム検索システム、東京国立近代美術館フィルムセンター、2010年2月19日閲覧。
5. ↑  主な所蔵リスト 劇映画＝邦画篇、マツダ映画社、2010年2月19日閲覧。
6. ↑  Film Calculator 換算結果、コダック、2010年2月19日閲覧。